# Copa de Alemania 1997-98
La Copa de Alemania 1997-98 fue la 55.ª edición del torneo de copa de fútbol más importante de Alemania organizado por la Asociación Alemana de Fútbol que se jugó del 14 de agosto de 1996 al 16 de mayo de 1998 y que contó con la participación de 64 equipos.
El FC Bayern Munich venció en la final al MSV Duisburg en la final jugada en el Olympiastadion para ganar su novena copa nacional.

## Resultados

### Primera Ronda
| 14-8-1997                   |      |                          |                |
| FSV Zwickau                 | 0-1  | FC Schalke 04            |                |
| Chemnitzer FC               | 1-3  | Karlsruher SC            |                |
| SV Warnemünde               | 0-8  | Borussia Dortmund        |                |
| Rot-Weiß Oberhausen         | 0-2  | SV Werder Bremen         |                |
| VfB Leipzig                 | 2-1  | FC Gütersloh             |                |
| FC Carl Zeiss Jena          | 1-1  | FC St. Pauli             | (t.e.) (4-2 p) |
| SV Waldhof Mannheim         | 2-2  | SG Wattenscheid 09       | (t.e.) (4-3 p) |
| 15-8-1997                   |      |                          |                |
| SSV Ulm 1846                | 3-1  | 1. FC Köln               |                |
| DJK Waldberg                | 1-16 | FC Bayern München        |                |
| Rot-Weiss Essen             | 1-2  | MSV Duisburg             |                |
| Hamburger SV II             | 2-3  | VfL Bochum               |                |
| Borussia Mönchengladbach II | 0-1  | VfB Stuttgart            |                |
| Hannover 96                 | 1-1  | Borussia Mönchengladbach | (t.e.) (5-3 p) |
| TSV Pansdorf 1920           | 1-4  | FC Energie Cottbus       |                |
| 1. FC Saarbrücken           | 1-0  | SC Freiburg              |                |
| Alemannia Aachen            | 0-0  | 1. FC Nürnberg           | (t.e.) (4-3 p) |
| VfR Mannheim                | 6-2  | Fortuna Köln             |                |
| 16-8-1997                   |      |                          |                |
| Hansa Rostock               | 0-2  | Bayer Leverkusen         |                |
| Wacker Nordhausen           | 1-3  | Hamburger SV             |                |
| 1. FC Kaiserslautern II     | 0-5  | 1. FC Kaiserslautern     |                |
| SV Werder Bremen II         | 2-3  | VfL Wolfsburg            | (t.e.)         |
| TuS Celle                   | 0-2  | TSV 1860 München         |                |
| SSV Reutlingen              | 0-3  | Arminia Bielefeld        |                |
| Eisenhüttenstädter FC Stahl | 0-4  | Hertha BSC Berlin        |                |
| Reinickendorfer Füchse      | 0-2  | SV Meppen                |                |
| VfB Lübeck                  | 2-1  | Fortuna Düsseldorf       |                |
| FC Singen 04                | 0-2  | SpVgg Greuther Fürth     |                |
| Preußen Münster             | 2-2  | 1. FSV Mainz 05          | (t.e.) (6-7 p) |
| SC Neukirchen 1899          | 0-2  | KFC Uerdingen 05         |                |
| VfL Halle 96                | 0-4  | Eintracht Frankfurt      |                |
| Eintracht Trier             | 2-1  | SpVgg Unterhaching       |                |
| VfB Oldenburg               | 2-4  | Stuttgarter Kickers      |                |

### Segunda Ronda
| 23-9-1997            |     |                      |                |
| Eintracht Trier      | 1-0 | FC Schalke 04        |                |
| SV Waldhof Mannheim  | 4-3 | FC Energie Cottbus   |                |
| Eintracht Frankfurt  | 3-0 | SV Werder Bremen     |                |
| Alemannia Aachen     | 2-1 | VfB Leipzig          | (t.e.)         |
| MSV Duisburg         | 1-0 | VfL Bochum           |                |
| VfL Wolfsburg        | 3-3 | FC Bayern München    | (t.e.) (3-4 p) |
| Karlsruher SC        | 2-2 | Arminia Bielefeld    | (t.e.) (2-4 p) |
| VfR Mannheim         | 1-1 | FC Carl Zeiss Jena   | (t.e.) (3-4 p) |
| 24-9-1997            |     |                      |                |
| Hannover 96          | 1-0 | TSV 1860 München     |                |
| SSV Ulm 1846         | 4-1 | 1. FSV Mainz 05      |                |
| VfB Stuttgart        | 2-0 | Hertha BSC Berlin    |                |
| SV Meppen            | 4-1 | Stuttgarter Kickers  |                |
| SpVgg Greuther Fürth | 2-4 | Borussia Dortmund    |                |
| 1. FC Saarbrücken    | 0-4 | 1. FC Kaiserslautern |                |
| Bayer Leverkusen     | 2-1 | Hamburger SV         | (t.e.)         |
| 25-9-1997            |     |                      |                |
| VfB Lübeck           | 1-4 | KFC Uerdingen 05     |                |

### Tercera Ronda
| 28 de octubre de 1997 | Eintracht Trier                 | 2 – 1   | Borussia Dortmund | Moselstadion, Trier                                               |                                                                   |
|                       | Thömmes 37' · Czakon 50' (pen.) | Reporte | Kohler 53'        | Asistencia: 17 900 espectadores Árbitro(s): Lutz-Michael Frohlich | Asistencia: 17 900 espectadores Árbitro(s): Lutz-Michael Frohlich |

| 28 de octubre de 1997 | 1. FC Kaiserslautern | 1 – 2   | Bayern Munich              | Betzenberg, Kaiserslautern                                |                                                           |
|                       | Sforza 25'           | Reporte | Nerlinger 3' · Jancker 75' | Asistencia: 38 000 espectadores Árbitro(s): Jürgen Jansen | Asistencia: 38 000 espectadores Árbitro(s): Jürgen Jansen |

| 2 de diciembre de 1997 | MSV Duisburg | 1 – 0   | Eintracht Frankfurt | Wedaustadion, Duisburg                                    |                                                           |
|                        | Salou 83'    | Reporte |                     | Asistencia: 9200 espectadores Árbitro(s): Hartmut Strampe | Asistencia: 9200 espectadores Árbitro(s): Hartmut Strampe |

| 2 de diciembre de 1997 | SSV Ulm 1846 | 1 – 3   | VfB Stuttgart                                  | Donaustadion, Ulm                                          |                                                            |
|                        | Trkulja 4'   | Reporte | Akpoborie 54' · Bobic 56' · Balakov 76' (pen.) | Asistencia: 25 100 espectadores Árbitro(s): Herbert Fandel | Asistencia: 25 100 espectadores Árbitro(s): Herbert Fandel |

| 2 de diciembre de 1997 | Hannover 96                           | 1 – 1 (t. s.)(2–4 p.)      | Carl Zeiss Jena                               | HDI-Arena, Hannover                                          |                                                              |
|                        | Weber 72'                             | Reporte                    | Reinhardt 90'                                 | Asistencia: 18 700 espectadores Árbitro(s): Franz-Xaver Wack | Asistencia: 18 700 espectadores Árbitro(s): Franz-Xaver Wack |
|                        |                                       | Tiros desde el punto penal |                                               |                                                              |                                                              |
|                        | Rasiejewski · Ernst · Fischer · Linke |                            | Schneider · Tomas · Lindner · Weber · Jüptner |                                                              |                                                              |

| 3 de diciembre de 1997 | Bayer Leverkusen                     | 1 – 1 (t. s.)(4–3 p.)      | Arminia Bielefeld                               | BayArena, Leverkusen                                    |                                                         |
|                        | Kirsten 28'                          | Reporte                    | Reeb 72'                                        | Asistencia: 18 000 espectadores Árbitro(s): Alfons Berg | Asistencia: 18 000 espectadores Árbitro(s): Alfons Berg |
|                        |                                      | Tiros desde el punto penal |                                                 |                                                         |                                                         |
|                        | Beinlich · Heintze · Feldhoff · Rink |                            | Breitkreutz · Meißner · Fuchs · Ivanović · Koch |                                                         |                                                         |

| 3 de diciembre de 1997 | SV Meppen | 0 – 2   | KFC Uerdingen             | Emslandstadion, Meppen                                  |                                                         |
|                        |           | Reporte | Wollitz 12' · Nikolić 90' | Asistencia: 6000 espectadores Árbitro(s): Bernhard Zerr | Asistencia: 6000 espectadores Árbitro(s): Bernhard Zerr |

| 3 de diciembre de 1997 | Alemannia Aachen                                         | 1 – 1 (t. s.)(4–5 p.)      | Waldhof Mannheim                              | Tivoli, Aachen                                          |                                                         |
|                        | Ibrahim 15'                                              | Reporte                    | Koch 90'                                      | Asistencia: 18 000 espectadores Árbitro(s): Markus Merk | Asistencia: 18 000 espectadores Árbitro(s): Markus Merk |
|                        |                                                          | Tiros desde el punto penal |                                               |                                                         |                                                         |
|                        | Bluhm · Lasser · Scheinhardt · Heeren · Krohm · Hoffmann |                            | Birlik · Koch · Hoop · Pasieka · Santos · Mba |                                                         |                                                         |

### Cuartos de final
| 16 de diciembre de 1997 | KFC Uerdingen | 0 – 4   | VfB Stuttgart                              | Grotenburg-Stadion, Krefeld                                     |                                                                 |
|                         |               | Reporte | Akpoborie 19' · Bobic 52' 53' · Hagner 90' | Asistencia: 8800 espectadores Árbitro(s): Lutz Michael Frohlich | Asistencia: 8800 espectadores Árbitro(s): Lutz Michael Frohlich |

| 16 de diciembre de 1997 | Carl Zeiss Jena     | 1 – 2   | MSV Duisburg    | Ernst-Abbe-Sportfeld, Jena                                  |                                                             |
|                         | Gerstner 78' (pen.) | Reporte | Osthoff 24' 74' | Asistencia: 4600 espectadores Árbitro(s): Winfried Buchhart | Asistencia: 4600 espectadores Árbitro(s): Winfried Buchhart |

| 16 de diciembre de 1997 | Eintracht Trier | 1 – 0   | Waldhof Mannheim | Moselstadion, Trier                                    |                                                        |
|                         | Fengler 48'     | Reporte |                  | Asistencia: 6000 espectadores Árbitro(s): Uwe Kemmling | Asistencia: 6000 espectadores Árbitro(s): Uwe Kemmling |

| 17 de diciembre de 1997 | Bayern Munich                     | 2 – 0   | Bayer Leverkusen | Olympiastadion, Munich                                      |                                                             |
|                         | Nerlinger 42' · Giovane Élber 74' | Reporte |                  | Asistencia: 12 000 espectadores Árbitro(s): Edgar Steinborn | Asistencia: 12 000 espectadores Árbitro(s): Edgar Steinborn |

### Semifinales
| 17 de febrero de 1998 | Bayern Munich                        | 3 – 0   | VfB Stuttgart | Olympiastadion, Munich                                     |                                                            |
|                       | Hamann 14' · Scholl 21' · Tarnat 25' | Reporte |               | Asistencia: 32 000 espectadores Árbitro(s): Herbert Fandel | Asistencia: 32 000 espectadores Árbitro(s): Herbert Fandel |

| 18 de febrero de 1998 | Eintracht Trier                                                                                                   | 1 – 1 (t. s.)(9–10 p.)     | MSV Duisburg                                                                                              | Moselstadion, Trier                                          |                                                              |
|                       | Fengler 89' | Reporte                    | Zeyer 51'                                                                                                 | Asistencia: 16 500 espectadores Árbitro(s): Hermann Albrecht | Asistencia: 16 500 espectadores Árbitro(s): Hermann Albrecht |
|                       | | Tiros desde el punto penal | |                                                              |                                                              |
|                       | Fengler · Muchka · Smirnov · Richter · Milošević · Bennij · Teichmann · Heinzen · Thömmes · Melunović · Ischdonat |                            | Zeyer · Popovici · Neun · Skoog · Wohlert · Wolters · Komljenović · Hirsch · Puschmann · Emmerling · Gill |                                                              |                                                              |

### Final
| 16 de mayo de 1998 | Bayern Munich             | 2–1     | MSV Duisburg | Olympiastadion, Berlin                                      |                                                             |
|                    | - Babbel 70' - Basler 89' | Reporte | Salou 20'    | Asistencia: 75 800 espectadores Árbitro(s): Hartmut Strampe | Asistencia: 75 800 espectadores Árbitro(s): Hartmut Strampe |

| Bayern Munich | MSV Duisburg |

| ARQ                 | 1  | Oliver Kahn         |            |     |
| DEF                 | 10 | Lothar Matthäus     |            |     |
| DEF                 | 2  | Markus Babbel       |            |     |
| DEF                 | 5  | Thomas Helmer       |            | 34' |
| DEF                 | 14 | Mario Basler        |            |     |
| DEF                 | 11 | Bixente Lizarazu    |            | 34' |
| MED                 | 16 | Dietmar Hamann      |            |     |
| MED                 | 6  | Christian Nerlinger |            |     |
| MED                 | 18 | Michael Tarnat      | Amonestado |     |
| MED                 | 7  | Mehmet Scholl       |            | 76' |
| DEL                 | 9  | Giovane Élber       |            |     |
| Substitutos:        |    |                     |            |     |
| ARQ                 | 12 | Sven Scheuer        |            |     |
| DEF                 | 4  | Samuel Kuffour      |            |     |
| MED                 | 8  | Thomas Strunz       |            | 76' |
| MED                 | 17 | Thorsten Fink       |            | 34' |
| DEL                 | 19 | Carsten Jancker     | Amonestado | 34' |
| DEL                 | 20 | Ruggiero Rizzitelli |            |     |
| DEL                 | 21 | Alexander Zickler   |            |     |
| Entrenador:         |    |                     |            |     |
| Giovanni Trapattoni |    |                     |            |     |

| ARQ              | 12 | Thomas Gill          |  |     |
| DEF              | 7  | Slobodan Komljenović |  |     |
| DEF              | 4  | Torsten Wohlert      |  |     |
| DEF              | 24 | Carsten Wolters      |  |     |
| DEF              | 3  | Dietmar Hirsch       |  |     |
| MED              | 21 | Thomas Vana          |  |     |
| MED              | 6  | Stig Tøfting         |  |     |
| MED              | 5  | Tomasz Hajto         |  |     |
| MED              | 20 | Michael Zeyer        |  |     |
| DEL              | 18 | Uwe Spies            |  |     |
| DEL              | 9  | Bachirou Salou       |  | 73' |
| Substitutos:     |    |                      |  |     |
| ARQ              | 29 | Gintaras Staučė      |  |     |
| DEF              | 13 | Markus Reiter        |  |     |
| DEF              | 17 | Thomas Puschmann     |  |     |
| MED              | 12 | Markus Osthoff       |  | 73' |
| MED              | 19 | Jörg Neun            |  |     |
| DEL              | 8  | Alexandru Popovici   |  |     |
| DEL              | 25 | Niklas Skoog         |  |     |
| Entrenador:      |    |                      |  |     |
| Friedhelm Funkel |    |                      |  |     |